# Antonio Quevedo Moscoso
Antonio José Quevedo Moscoso (Portoviejo, 8 de abril de 1900 – Quito, 5 de enero de 1987) fue un abogado y diplomático ecuatoriano. Durante su carrera diplomática fue Ministro de Relaciones Exteriores del Ecuador (1932), presidió la Sociedad de Naciones (1937) y el Consejo de Seguridad de Naciones Unidas (1951).

## Estudios
Antonio J. Quevedo destacó como estudiante en la Universidad Central de Ecuador, donde cofundó la Federación de Estudiantes Universitarios de Ecuador, de la cual sería luego su presidente y elaboró su manifiesto (1922).
Tras licenciarse en derecho, obtuvo su doctorado publicando su tesis “Ensayos Sociológicos y Políticos”. (1924)
Formando parte de la misión diplomática en París como secretario de la legación Ecuatoriana, tomó cursos en la La Sorbona.

## Carrera política y diplomática
Poco después de licenciarse en derecho, pasó a formar parte de la legación diplomática de su país en París, al regresar, fue elegido diputado y nombrado Secretario de la Asamblea Nacional que redactó la nueva Constitución del Ecuador (1928-1929), para luego ejercer los cargos de Subsecretario, Consultor Jurídico y Director de Límites en el Ministerio de Relaciones Exteriores.  Simultáneamente ejerció la cátedra de Derecho Internacional en la Universidad Central y luego fue Rector del Instituto Nacional Mejía.
En 1932 fue nombrado Ministro de Relaciones Exteriores, desde ese puesto le correspondió manejar el delicado conflicto de Leticia que enfrentó a Colombia con el Perú.  Su paso como Canciller fue, sin embargo, corto por la agitación política de la época y retornó al ejercicio profesional como abogado, que combinó con su cátedra en la Facultad de Derecho de la Universidad Central. Volvería a la diplomacia como representante Permanente de Ecuador ante la Sociedad de Naciones, de la cual sería su Presidente (1937), para luego ejercer sucesivamente la jefatura de las misiones diplomáticas ecuatorianas en Londres y en Lima, justo antes de la invasión peruana y la debacle territorial ecuatoriana de 1941. Fue Embajador, Representante Permanente ante las Naciones Unidas en Nueva York, donde ejerció dos veces la Presidencia del Consejo de Seguridad (1951). Esta sería su última misión diplomática permanente, presidiendo después la Junta Consultiva de Relaciones Exteriores. Fuera de la diplomacia, se consagró al ejercicio profesional como abogado, en la cual se distinguió rápidamente al establecer el primer estudio jurídico colegiado en el Ecuador, la prestigiosa firma "Quevedo & Ponce y Carbo".  Fue fundador del Colegio de Abogados de Quito y como primer presidente le cupo el honor de tener la Matrícula N° 1 de dicho gremio. Falleció en Quito en 1987.

## Honores
Dos años después de morir, el Canciller Diego Cordovez puso su nombre a la academia diplomática del Ecuador y en el año 2000 la UNESCO incluyó entre sus celebraciones el centenario de su nacimiento.

## Familia
Sus padres fueron el doctor Antonio José Quevedo Baquero y de Concepción Moscoso Borrero. Se casó con la señora María Luisa García Valdivieso, teniendo cinco hijos.